# カトリック碑文谷教会
カトリック碑文谷教会（カトリックひもんやきょうかい）
は、東京都目黒区碑文谷にあるカトリック東京教区の教会ならびにその聖堂である。「江戸のサンタ・マリア聖堂」として1954年にサレジオ会によって建立され、その後運営を受託。サレジオ教会として親しまれている。

## 概要
1954年5月22日に落成。36m余の鐘塔を備えたロマネスク様式の大聖堂で、1708年に来日し、小石川切支丹屋敷にて死去した宣教師ジョヴァンニ・シドッティを偲ぶカルロ・ドルチのマリア像「悲しみの聖母」（江戸のサンタ・マリア）が内部に掲げられている。延床面積は752m2。鐘はミラノの信者から寄付されたもので、ラ・ド・ミの美しい音色を奏でる。

## 所在地
〒152-0003 東京都目黒区碑文谷1-26-24

## エピソード
- 1985年6月24日、神田正輝と松田聖子が当教会で挙式。立会人は渡哲也。「聖輝の結婚」と報道された。
- 1991年に放送されたテレビドラマ『いつか、サレジオ教会で』（日本テレビ）の舞台にもなった。
- 1993年8月1日、上記のドラマ出演の設楽りさ子がヴェルディ川崎主将在任中の三浦知良と挙式[5]。